# NGC 1858
NGC 1858 (còn được gọi là ESO 56-SC74) là một cụm tinh vân mở và sáng, không đều, sáng. Nó được tìm thấy trong chòm sao Dorado. Nó nằm trong Đám mây Magellan lớn. Nó được James Dunlop phát hiện lần đầu tiên vào ngày 3 tháng 8 năm 1826 và lần đầu tiên được ghi nhận là Dunlop 120. John Herschel đã ghi lại nó vào ngày 2 tháng 11 năm 1834. Tuy nhiên, vào thời điểm đó, anh không liên kết nó với Dunlop 120. Các nhà thiên văn học đã nhận ra rằng Dunlop 120 và NGC 1858 là cùng một đối tượng.